# Ленгленд, Уильям
Уи́льям Ле́нгленд (англ. William Langland, лат. Willielmus de Langland; род. ок. 1331 — умер около 1400 года) — английский поэт, автор поэмы «Видение о Петре-пахаре» (1377).

## Биография
Достоверных биографических данных о Ленгленде нет. В исторической литературе записаны два предания, относящихся к личности автора «Видения о Петре-пахаре», — одно у епископа Бейля (1548) и другое — в рукописи XV века о том, что он был сыном свободного земледельца (йомена). Если придавать достоверность автобиографическим элементам самого «Видения», то Ленгленд был сыном крепостного, в школу поступил с помощью друзей, затем принял монашество, чтобы избавиться от крепостного состояния. Ленгленд жил в Лондоне, добывал средства к существованию чтением Псалтири над покойниками и пением псалмов. В поэме он рассказывает, что жил очень бедно и страстно ненавидел богатых, на улице не уступал им дорогу и низко не кланялся — «так что люди считали меня юродивым».
В поэме резко выражен протест против тяжёлого положения крестьянства, этой основной части «честно трудящихся». К ним Лэнгленд относит ещё честных купцов, рядовое рыцарство, защищающее крестьян, менестрелей и набожных священников. Пилигримов, бродячих и монастырских монахов, схимников, продавцов индульгенций и всё высшее духовенство и аристократию он считает мошенниками, живущими для собственной выгоды. Поэма заключена в популярную в XIV в. религиозно-морализирующую форму «видения», изложена аллегорически и большей частью аллитерирована («A fair field full of folk found I there»). Но «Видение» Ленгленда — уже не о потустороннем мире, а о земном, реальном.
Поэт выступал против практики индульгенций. По Ленгленду, никакого прощения грехов нет, его выдумало духовенство и аристократы, чтобы грешить не стесняясь. Своим резким протестом против социальной несправедливости поэма сыграла роль в восстании Уота Тайлера. Об этом говорит обилие её списков. Францисканский монах Джон Болл, участник восстания Тайлера, в своих проповедях на крестьянских сходках цитировал стихи из поэмы Ленгленда.
«Видение» содержит в себе ранние элементы пуританства, нашедшие полное выражение только в XVII веке в творчестве Баньяна и Мильтона.

## Публикации поэмы
- факсимиле позднесреднеанглийского текста и современный перевод (параллельный текст-билингва).
- I. Piers Plowman, various textes, ed. by W. W. Skeat, 1866—1886;
- Piers Plowman, ed. by J. Jusserand, 1894;
- Piers Plowman, ed. by Owen, 1912;
- Piers Plowman, ed. by К. М. Warren, 1913.
- Ленгленд У. Видение Уилльяма о Петре Пахаре / Пер., вступ. статья и прим. Д. Н. Петрушевского. — М.—Л.: Изд-во АН СССР, 1941. — 276 с. — 3000 экз.
- Langland W. Piers plowman: a parallel-text edition of the a, b, c and z versions / ed.  A. V. C. Schmidt. — 2, ill.. — Michigan: Medieval Institute Publications; Western Michigan University, 2011. — 944 с. — ISBN 9781580441582. (самое полное издание текста поэмы на данный момент)